# Territorialprälatur Lábrea
Die Territorialprälatur Lábrea (lat.: Territorialis Praelatura Labreana) ist eine in Brasilien gelegene römisch-katholische Territorialprälatur mit Sitz in Lábrea im Bundesstaat Amazonas. 

## Geschichte
Die Territorialprälatur Lábrea wurde am 1. Mai 1925 durch Papst Pius XI. aus Gebietsabtretungen des Bistums Amazonas errichtet und dem Erzbistum Belém do Pará als Suffragan unterstellt. Am 16. Februar 1952 wurde die Territorialprälatur Lábrea dem Erzbistum Manaus als Suffragan unterstellt. Die Territorialprälatur Lábrea wurde am 4. Oktober 1982 dem Erzbistum Porto Velho als Suffragan unterstellt.

## Prälaten von Lábrea
- José del Perpetuo Socorro Alvarez Mácua OAR, 1944–1967
- Florentino Zabalza Iturri OAR, 1971–1994
- Jesús Moraza Ruiz de Azúa OAR, 1994–2016
- Santiago Sánchez Sebastián OAR, seit 2016